# ماناغوا
مَنَاغُوَة هي عاصمة نيكارغوة. عدد سكانها 990 417 (عام 2006). تقع على الساحل جنوب الغربي لبحيرة مناغوة. أصبحت المدينة عاصمة في 1857، وقبل ذلك كانت مدينتا ليون وغرانادا عاصمتين. نكرغوة،
اسم مناغوة بلغة ناهواتل تعني «مكان امتداد الماء» بسبب وجود المياه (البحيرات) بشكل كبير بها. يقدر عدد سكانها حاليا بأكثر من مليون نسمة. تمتد المدينة من جنوب بحيرة مناغوة 20 كلم حتى سلسلة جبال مناغوة التي ترتفع لحوالي 600 م فوق سطح البحر. تقع المدينة على ارتفاع 20 م فوق مستوى سطح البحر. المناخ المعتدل يسود المدينة طوال العام، فدرجات الحرارة ثابتة بين 28 و 32 درجة مئوية. يعد شهر ديسمبر ويناير أشهر أكثر برودة من البقية، في حين مارس وأبريل الأسخن.
إحدى أبرز المشاكل في مناغوة هي تأثيرات الزلازل الموجودة بها، والتي سببت عدة كوارث على مر التاريخ، على سبيل المثال الزلزال الأخير (عام 1972) الذي دمر المدينة. تعد المدينة أيضاً من البؤر الاقتصادية في نيكارغوة، حيث توجد الكثير من البنوك والشركات الكبرى والمراكز التجارية، وبالإضافة إلى ذلك يوجد بها مقر الرئاسة في نيكارغوة. بعد الزلزال الكبير عام 1972، استطاعت المدينة النمو مرة أخرى بسرعة ولكن بشكل فيه بعض الفوضى حول منطقة المدينة السابقة، بدون جذب المزيد من السكان.

## أعلام
- خوسيه ماريا مونكادا تابيا
- أرلوندو أليمان
- رومان غونزاليس
- بيانكا جاغر
- فرناندو كاردينال
- تيودورو بيكادو ميشالسكي
- كاميلو أورتيغا
- أناستاسيو سوموزا
- اميليانو شامورو فارغاس
- ألكسيس أرغيو
- خوسيه سانتوس زيلايا
- ميغيل ديسكوتو بروكمان